# Live 2013 - Les Grands Moments à l'Olympia
Pour les articles homonymes, voir Les Grands Moments.
Albums de Michel Sardou
Les Grands Moments
(2012) Le Choix du fou
(2017)
Live 2013 - Les Grands Moments à l'Olympia est le dix-huitième album live de Michel Sardou enregistré le 11 juin 2013, à l'Olympia de Paris et sorti le 25 novembre 2013. Cette captation est celle de la tournée des Grands Moments 2, prolongation de celle des Grands Moments, fondée sur la compilation Les Grands Moments. Entre les deux spectacles, le tour de chant a subi plusieurs modifications. 

## Genèse
L'album fait suite à la tournée commencée à Rouen le 30 novembre 2012 est terminée à Avenches, en Suisse, le 14 août 2013. Au cours de ce tour, Michel Sardou c'est produit à travers la France, notamment pour trois représentations au Palais omnisports de Paris-Bercy en décembre 2012,  en Belgique, en Suisse, au Canada et au Liban. 

## Autour de l'album
Outre sa diffusion en CD, le spectacle sort également en DVD, en coffret double CD-DVD et en blu-ray.

## Titres

### Disque 1
| No  | Titre                             | Paroles                            | Musique                                | Durée |
| --- | --------------------------------- | ---------------------------------- | -------------------------------------- | ----- |
| 1.  | La Première minute (Introduction) |                                    | Pierre-Jean Scavino                    | 1:04  |
| 2.  | La Maladie d'amour                | Michel Sardou - Yves Dessca        | Jacques Revaux                         | 3:06  |
| 3.  | Rouge                             | Michel Sardou - Didier Barbelivien | Jacques Revaux                         | 3:21  |
| 4.  | Vladimir Ilitch                   | Michel Sardou - Pierre Delanoë     | Jacques Revaux - Jean-Pierre Bourtayre | 4:19  |
| 5.  | J'accuse                          | Michel Sardou - Pierre Delanoë     | Jacques Revaux                         | 3:23  |
| 6.  | Les Vieux mariés                  | Michel Sardou - Pierre Delanoë     | Jacques Revaux                         | 3:45  |
| 7.  | Je ne suis pas mort, je dors      | Michel Sardou - Pierre Billon      | Jacques Revaux                         | 3:54  |
| 8.  | Une fille aux yeux clairs         | Michel Sardou - Claude Lemesle     | Jacques Revaux                         | 3:04  |
| 9.  | Le France                         | Michel Sardou - Pierre Delanoë     | Jacques Revaux                         | 4:09  |
| 10. | Je vole                           | Michel Sardou - Pierre Billon      | Michel Sardou                          | 4:23  |
| 11. | L'An mil                          | Michel Sardou - Pierre Barret      | Jacques Revaux                         | 5:38  |
| 12. | Le Privilège                      | Michel Sardou - Didier Barbelivien | Michel Sardou - Jacques Revaux         | 3:54  |
| 13. | Dix ans plus tôt                  | Michel Sardou - Pierre Billon      | Jacques Revaux                         | 4:54  |
| 14. | La Java de Broadway               | Michel Sardou - Pierre Delanoë     | Jacques Revaux                         | 3:39  |
| 15. | Les Ricains                       | Michel Sardou                      | Guy Magenta                            | 4:19  |

### Disque 2
| No  | Titre                     | Paroles                           | Musique                                        | Durée |
| --- | ------------------------- | --------------------------------- | ---------------------------------------------- | ----- |
| 1.  | En chantant               | Michel Sardou - Pierre Delanoë    | Toto Cutugno                                   | 5:48  |
| 2.  | Il était là (Le fauteuil) | Michel Sardou - Pierre Delanoë    | Jacques Revaux                                 | 3:49  |
| 3.  | L'Aigle noir              | Barbara                           | Barbara                                        | 4:52  |
| 4.  | Je vais t'aimer           | Michel Sardou - Gilles Thibaut    | Jacques Revaux                                 | 4:38  |
| 5.  | Les Bals populaires       | Michel Sardou - Vline Buggy       | Jacques Revaux                                 | 2:03  |
| 6.  | Le Surveillant général    | Michel Sardou                     | Jacques Revaux                                 | 2:54  |
| 7.  | Un accident               | Michel Sardou                     | Jacques Revaux                                 | 3:44  |
| 8.  | Musulmanes                | Michel Sardou                     | Jacques Revaux - Jean-Pierre Bourtayre         | 4:54  |
| 9.  | Être une femme            | Michel Sardou - Pierre Delanoë    | Michel Sardou - Jacques Revaux - Pierre Billon | 5:57  |
| 10. | Salut                     | Michel Sardou - Jean-Loup Dabadie | Jacques Revaux - Jean-Pierre Bourtayre         | 4:42  |
| 11. | Les Lacs du Connemara     | Michel Sardou - Pierre Delanoë    | Jacques Revaux                                 | 7:07  |

## Crédits
Musiciens :
- Batterie, percussions : Laurent Coppola
- Guitares, chœurs : Jean-Philippe Hann et André Hampartzoumian
- Basse, guitare et chœurs : Jean-Marc Haroutiounian
- Claviers, chœurs et percussions additionnelles : Jean-Marie Negozio
- Claviers : Pierre-Jean Scavino
- Violons :  Anne-Sophie Courderot et Claire Lisiecki
- Violon et alto : Nathalie Carlucci
- Cello : Mathilde Sternat
- Choristes : Delphine Elbé, Dalila Chikh, Sophie Gemin, Géraldine Etingue, Crystal Night et Lisa Spada